# 안준석
안준석(安浚晳 , 1964년 ~ )은 대한민국의 군인이며, 1983년 육군사관학교 제43기로 입교하여, 1987년 졸업과 함께 보병 소위로 임관했다.  3대 지상작전사령관으로 임무 수행하였다.